# Bocchar illustris
Bocchar illustris är en insektsart som beskrevs av Capener 1960. Bocchar illustris ingår i släktet Bocchar och familjen hornstritar. Inga underarter finns listade i Catalogue of Life.